# Haliclona spitzbergensis
Haliclona spitzbergensis är en svampdjursart som först beskrevs av Jörn Hentschel 1916.  Haliclona spitzbergensis ingår i släktet Haliclona och familjen Chalinidae. Inga underarter finns listade i Catalogue of Life.